# Trichopelma illetabile
Trichopelma illetabile är en spindelart som beskrevs av Simon 1888. Trichopelma illetabile ingår i släktet Trichopelma och familjen Barychelidae. Inga underarter finns listade i Catalogue of Life.